# Wereldkampioenschappen schaatsen afstanden 2013 - 5000 meter mannen
De 5000 meter mannen op de wereldkampioenschappen schaatsen afstanden 2013 werd gereden op vrijdag 22 maart 2013 in het ijsstadion Adler Arena in Sotsji, Rusland.
Sven Kramer was op de vijf kilometer het hele seizoen ongeslagen en derhalve ook met stip de favoriet. Kramer maakte zijn favorietenrol waar en werd redelijk eenvoudig wereldkampioen. Håvard Bøkko was ziek en stapte halverwege zijn race van de ijsbaan af. Joo Hyung-joon verliet na zijn wedstrijd de ijsbaan terwijl de lijst van dopingcontroles nog niet gepubliceerd was. Joo stond op deze lijst, kwam terug naar de ijsbaan en testte negatief. Joo overtrad hierbij de dopingregels van de ISU. Aangezien zijn test negatief was is zijn straf alleen de diskwalificatie van zijn race.

## Plaatsing
De regels van de ISU schrijven voor dat er maximaal 24 schaatsers zich plaatsen voor het WK op deze afstand. Geplaatst zijn de beste veertien schaatsers van het geschoonde wereldbekerklassement (alleen de wedstrijden over 5000 meter tellen mee), aangevuld met de tien tijdsnelsten waarbij alleen tijden gereden in de wereldbeker of op het wereldkampioenschap allround meetellen. Achter deze 24 namen wordt op tijdsbasis nog een reservelijst van maximaal zes namen gemaakt.
Aangezien het aantal deelnemers per land beperkt is beperkt tot een maximum van drie, telt de vierde (en vijfde etc.) schaatser per land niet mee voor het verloop van de ranglijst. Het is aan de nationale bonden te beslissen welke van hun schaatsers, mits op de lijst, naar het WK afstanden worden afgevaardigd.
Afmeldingen kwamen uit het kamp van Frankrijk, waar alleen Alexis Contin startte terwijl er twee Fransen hadden mogen deelnemen, en uit Letland waar Haralds Silovs niet startte. De Pool Roland Cieslak schoof door van de reservelijst, maar moest wel in de eerste rit alleen rijden.

## Statistieken

### Uitslag
| #      | Naam                  | Land | Tijd          |
| ------ | --------------------- | ---- | ------------- |
| Goud   | Sven Kramer           | NED  | 6.14,41       |
| Zilver | Jorrit Bergsma        | NED  | 6.17,94       |
| Brons  | Ivan Skobrev          | RUS  | 6.18,31       |
| 4      | Denis Joeskov         | RUS  | 6.21,46       |
| 5      | Bob de Jong           | NED  | 6.23,00       |
| 6      | Bart Swings           | BEL  | 6.23,01       |
| 7      | Sverre Lunde Pedersen | NOR  | 6.24,38       |
| 8      | Lee Seung-hoon        | KOR  | 6.26,78       |
| 9      | Patrick Beckert       | GER  | 6.27,27       |
| 10     | Shane Dobbin          | NZL  | 6.28,04       |
| 11     | Moritz Geisreiter     | GER  | 6.28,71       |
| 12     | Jonathan Kuck         | USA  | 6.28,88       |
| 13     | Aleksandr Roemjantsev | RUS  | 6.30,03       |
| 14     | Alexis Contin         | FRA  | 6.30,47       |
| 15     | Jan Szymański         | POL  | 6.30,68       |
| 16     | Marco Weber           | GER  | 6.31,00       |
| 17     | Jordan Belchos        | CAN  | 6.36,22       |
| 18     | Kim Cheol-min         | KOR  | 6.38,16       |
| 19     | Dmitri Babenko        | KAZ  | 6.38,25       |
| 20     | Emery Lehman          | USA  | 6.38,39       |
| 21     | Roland Cieslak        | POL  | 6.42,57       |
| 22     | Håvard Bøkko          | NOR  | DNF           |
| DSQ    | Joo Hyung-joon        | KOR  | DSQ (6.39,94) |

### Loting
| Rit | Binnenbaan            | Buitenbaan      |
| --- | --------------------- | --------------- |
| 1   | Roland Cieslak        |                 |
| 2   | Emery Lehman          | Kim Cheol-min   |
| 3   | Jan Szymański         | Shane Dobbin    |
| 4   | Joo Hyung-joon        | Jonathan Kuck   |
| 5   | Dmitri Babenko        | Marco Weber     |
| 6   | Alexis Contin         | Jordan Belchos  |
| 7   | Aleksandr Roemjantsev | Denis Joeskov   |
| 8   | Ivan Skobrev          | Patrick Beckert |
| 9   | Sverre Lunde Pedersen | Bart Swings     |
| 10  | Moritz Geisreiter     | Håvard Bøkko    |
| 11  | Bob de Jong           | Jorrit Bergsma  |
| 12  | Lee Seung-hoon        | Sven Kramer     |

1996 · 
1997 · 
1998 · 
1999 · 
2000 · 
2001 · 
2003 · 
2004 · 
2005 · 
2007 · 
2008 · 
2009 · 
2011 · 
2012 · 
2013 · 
2015 · 
2016 · 
2017 · 
2019 ·
2020 ·
2021 ·
2023 ·
2024 ·
2025